# First Great Western Link

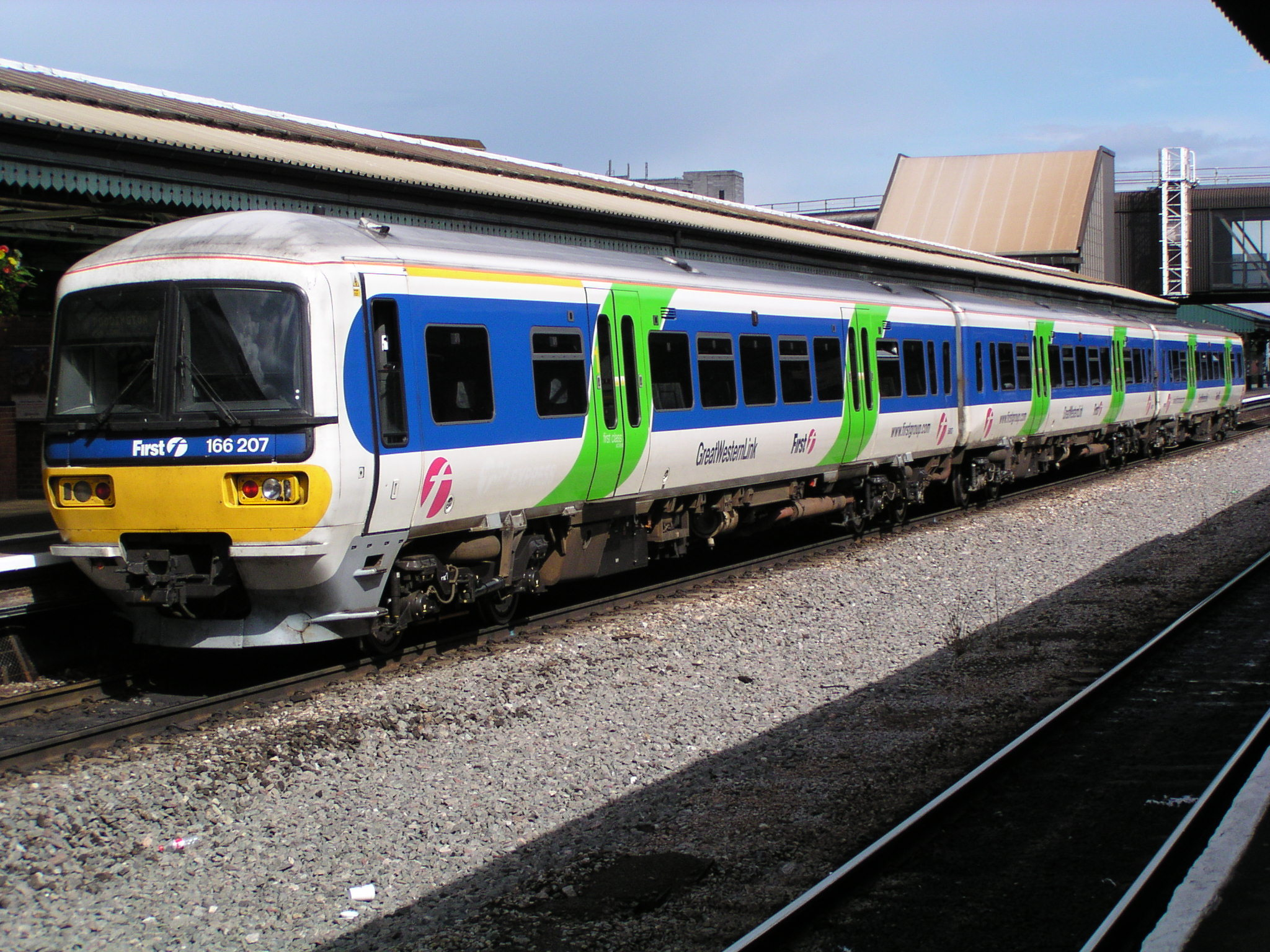
Dieseltreinstel Class 166 van First Great Western Link

First Great Western Link was een Britse spoorwegonderneming, eigendom van FirstGroup. Het bedrijf exploiteerde regionale treinen op het oostelijke deel van de Great Western Main Line. First heeft op 1 april 2004 deze concessie overgenomen van Thames Trains (eigendom van de Go-Ahead Group) voor een overbruggingsperiode van twee jaar. 
Op 1 april werd deze concessie samengevoegd met de 'Great Western'- en 'Wessex'-concessies tot de 'Greater Western'-concessie. First, de houder van de nieuwe 'Greater Western'-concessie, heeft besloten om de naam First Great Western Link' te behouden.  